# Moussonvilliers
Moussonvilliers foi uma comuna francesa na região administrativa da Normandia, no departamento Orne. Estendia-se por uma área de 21 km². Em 2010 a comuna tinha 225 habitantes (densidade: 10,7 hab./km²).
Em 1 de janeiro de 2018, passou a formar parte da nova comuna de Charencey.